# Mère Russie
 (juillet 2025).

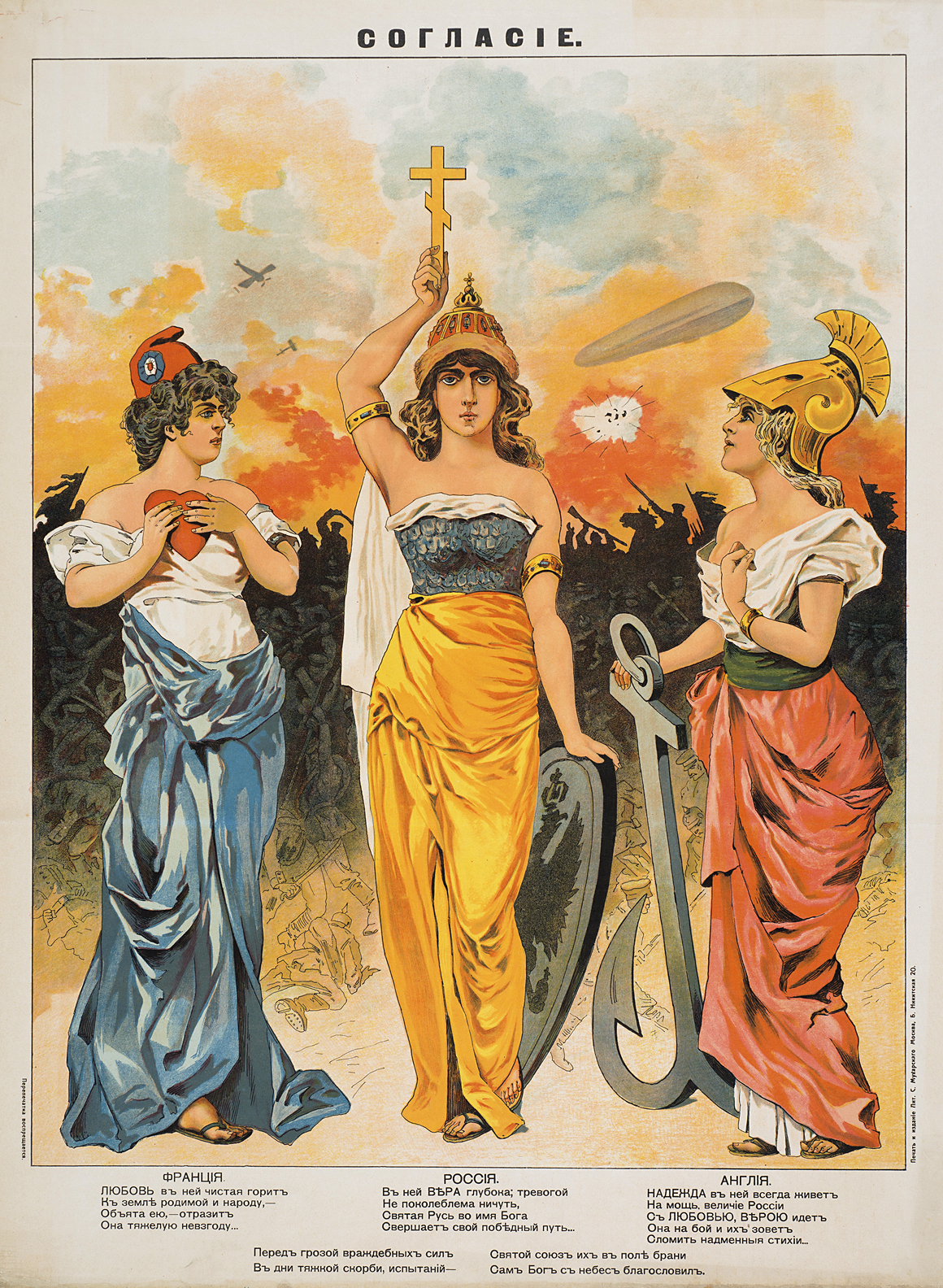
Affiche russe de 1914 symbolisant la Triple-Entente avec Marianne, la Mère Russie et Britannia.

La Mère Russie (en russe : Матушка Россия, Matouchka Rossia ou Россия-Матушка Rossia-Matouchka) est la personnification nationale de la Russie : elle apparaît dans les affiches patriotiques, comme statues, etc. Pendant la période soviétique, le terme « Mère patrie » (Родина-Мать, Rodina-Mat) était préféré, puisqu'il représentait mieux la multi-ethnicité de l'Union soviétique ; pourtant, il y a une remarquable ressemblance entre la Mère Russie datant d'avant 1917 et le symbole soviétique, particulièrement pendant et après la Grande Guerre patriotique, c'est-à-dire la guerre qui s'est déroulée sur le front de l'Est pendant la Seconde Guerre mondiale.